# Habitatge a l'avinguda de Sant Miquel del Pui, 49 (la Pobla de Segur)
L'Habitatge a l'avinguda de Sant Miquel del Pui, 49 és una obra de la Pobla de Segur (Pallars Jussà) inclosa a l'Inventari del Patrimoni Arquitectònic de Catalunya.

## Descripció
Casa d'habitatges entre mitgeres amb murs de càrrega de maó i pedra. La façana és de característiques semblants a la de la fonda Cortina. Està desenvolupada en baixos, dos pisos i dues galeries laterals que formen l'acabament de l'edifici. És notable el treball en maó de les balustrades, cornises i les llindes arquejades de les finestres i balconades.